# فرودگاه شهرستان مکون
فرودگاه شهرستان مکون (به انگلیسی: Macon County Airport) یک فرودگاه همگانی است که یک باند فرود آسفالت دارد و طول باند آن ۱۳۴۱ متر است. این فرودگاه در کشور ایالات متحده آمریکا قرار دارد و در ارتفاع ۶۱۵٫۷ متری از سطح دریا واقع شده است.